# Estación de Ponferrada
Estación de Ponferrada vasútállomás Spanyolországban, Ponferrada településen.

## Vasútvonalak
Az állomást az alábbi vasútvonalak érintik:
- León-A Coruña-vasútvonal

## Kapcsolódó állomások
A vasútállomáshoz az alábbi állomások vannak a legközelebb:
- Estación de San Miguel de las Dueñas